# Kärrhults gård

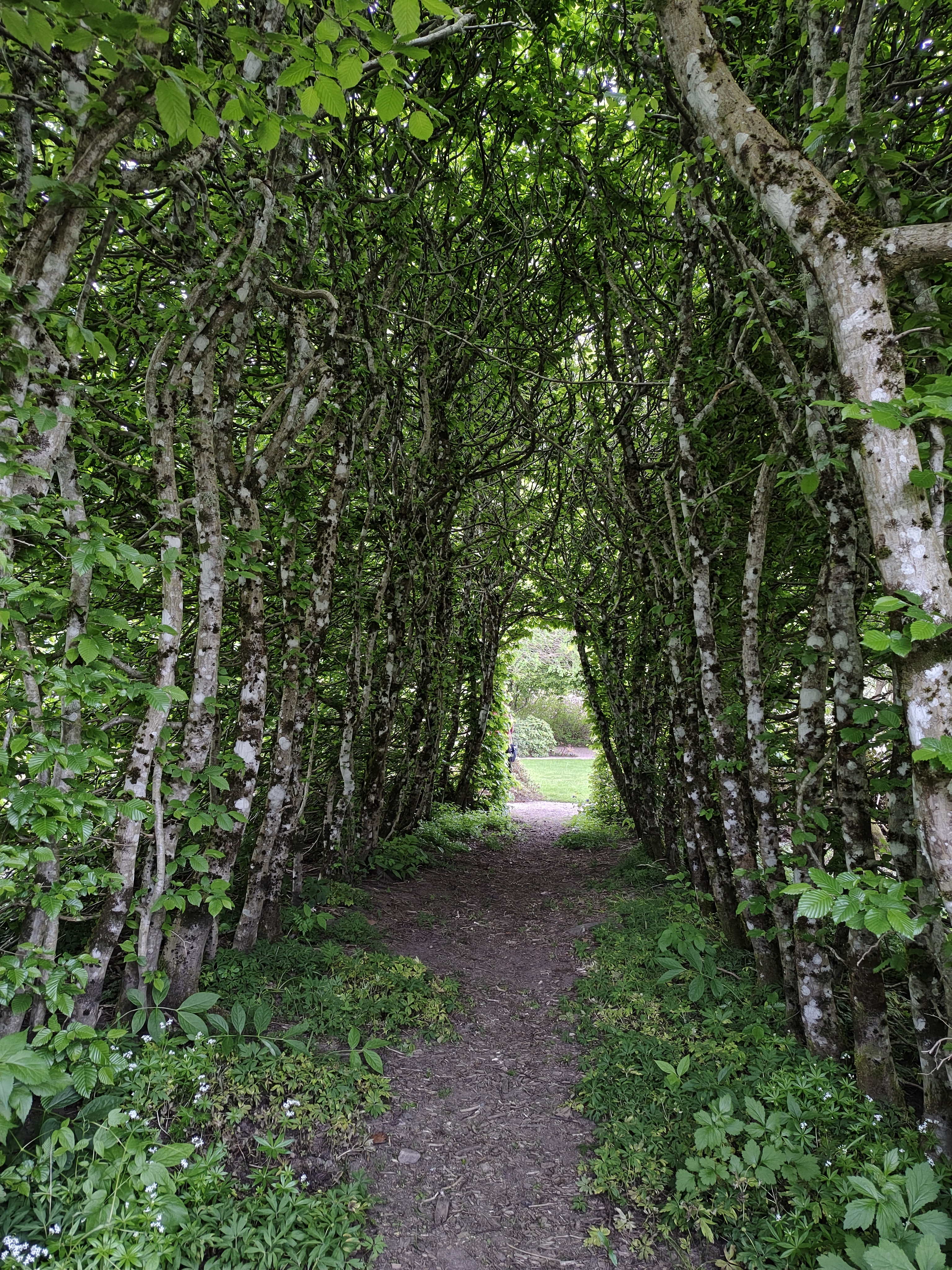
Naturtunnel i Kärrhults Gård

Kärrhults Gård är en botanisk trädgård och café i Småland. Gården har vunnit Skandiastiftelsens pris “Årets idé för livet” för arbetet kring människors välmående och mental hälsa.

## Verksamhet
Kärrhults gård har historiska anor från 1905, då den bedrevs som traditionell bondgård. Under 2020-talet har gården genomgått en omvandling och fungerar idag som besöksdestination med caféverksamhet samt en plats för olika fester och evenemang. Gården har varit värd för en mängd olika arrangemang, däribland privata tillställningar, fotograferingar, konferenser och föreningsmöten. Gården och dess byggnader har använts som mötes- och konferenslokal av bland annat Rotary, SPF Seniorerna, Riksförbundet Svensk Trädgård, Inner Wheel och andra föreningar.